# Скшидлюв
Скшидлюв (пол. Skrzydlów) — село в Польщі, у Гміні Кломніце Ченстоховського повіту Сілезького воєводства.
Населення — 873 особи (2011).
У 1975—1998 роках село належало до Ченстоховського воєводства.

## Демографія
Демографічна структура станом на 31 березня 2011 року:
|          | Загалом | Допрацездатний вік | Працездатний вік | Постпрацездатний вік |
| -------- | ------- | ------------------ | ---------------- | -------------------- |
| Чоловіки | 411     | 70                 | 302              | 39                   |
| Жінки    | 462     | 94                 | 266              | 102                  |
| Разом    | 873     | 164                | 568              | 141                  |